# Bataille d'Hermannstadt
Guerre entre les Ottomans et le royaume de Hongrie
La bataille d'Hermannstadt également connue sous le nom de bataille de Sibiu ou bataille de Szeben, a été combattue entre l'armée du royaume de Hongrie et l'empire ottoman le 18 mars et le 22 mars 1442, près de Marosszentimre et Hermannstadt (Szeben), (aujourd'hui Sântimbru et Sibiu, Roumanie). Les forces hongroises étaient commandées par Jean Hunyadi. Hermannstadt était la troisième victoire de Hunyadi sur les Ottomans après le soulagement de Smederevo en 1437 et la défaite d'Ishak Bey (en) à mi-chemin entre Semendria et Belgrade en 1441.

## Contexte
En 1438, des maraudeurs ottomans attaquent la Transylvanie, où les Ottomans ont été battus lors d'un soulèvement paysan mené par Antal Nagy de Buda (en). Pendant 45 jours, les Ottomans attaquent inlassablement les terres saxonnes de Transylvanie et les villages hongrois.
En 1441, Jean Hunyadi arrive au pouvoir. Hunyadi attaque les Ottomans en Serbie et défait Ishak Bey à la bataille de Smederevo. Le sultan ottoman, Mourad II, proclame à l'automne 1441 qu'un raid en Transylvanie hongroise aura lieu en mars 1442. Au début du mois de mars 1442, le seigneur Mezid Bey a conduit 16 000 cavaliers de cavalerie akinji en Transylvanie, traversant le Danube pour atteindre Nicopolis en Valachie et remonter vers le nord en formation.

### Bataille
Le 18 mars, les forces de l'évêque György Lépes (2 000 hommes) affrontent Mezid près de Sântimbru. Les Ottomans l'emportent par la force du nombre et Hunyadi est forcé de battre en retraite. Toutefois, Mezid décide de ne pas le poursuivre. Lépes est fait prisonnier et est décapité par Mezid.
L'armée de Hunyadi se regroupe près d'Hermannstadt. Simon Kamonyai (es) échange son armure contre celle de Hunyadi afin de tromper les Turcs. Kamonyai lance une attaque frontale, tandis que Hunyadi contourne l'armée de Mesid. Kamonyai est tué au combat, mais Hunyadi avec la cavalerie lourde hongroise charge et écrase les Turcs. Mezid est tué lors du combat. Hunyadi peut racheter la tête de Lépes avec la tête de Mesid.

### Résultat
En représailles à la défaite et à la mort de Mezid, Shehabbedin, le beylerbey de Roumélie, envahit la Transylvanie. Dans la bataille des portes de fer, près du Danube, Hunyadi anéantit l'armée de Shehabbedin dans la deuxième plus grande victoire de la carrière de Hunyadi, surpassée seulement par sa déroute de l'armée du sultan ottoman en 1456 au siège de Belgrade.

## Sources
- (en) John Jefferson, The Holy Wars of King Wladislas and Sultan Murad : The Ottoman-Christian Conflict from 1438–1444, Leyde, Brill, 2012, 514 p. (ISBN 978-90-04-21904-5, lire en ligne)
- Pál Földi. Nagy hadvezérek ("Great Warlords"), Anno Publisher,  (ISBN 963-9066-66-4)